# Курячий (хутор)
Курячий — хутор в Зимовниковском районе Ростовской области.
Входит в состав Савоськинского сельского поселения.

## География
На хуторе имеется одна улица: Кирова.

## Население
Динамика численности населения
| 1926 |
| ---- |
| 702  |

| 2010 |
| ---- |
| 62   |